# Krông Bông
Krông Bông là một huyện thuộc tỉnh Đắk Lắk, Việt Nam.

## Địa lý
Huyện Krông Bông nằm ở phía đông nam tỉnh Đắk Lắk, cách thành phố Buôn Ma Thuột 50 km về phía đông nam, có vị trí địa lý:
- Phía đông giáp huyện M'Drắk và huyện Khánh Vĩnh, tỉnh Khánh Hòa
- Phía tây giáp huyện Cư Kuin, huyện Krông Ana và huyện Lắk
- Phía nam giáp huyện Lạc Dương, tỉnh Lâm Đồng
- Phía bắc giáp huyện Krông Pắc và huyện Ea Kar.

Dân tộc chủ yếu ở đây là người Kinh, Ê-đê, M'Nông,... Người Kinh chủ yếu có nguồn gốc từ Quảng Nam, Đà Nẵng, Hà Tĩnh, Huế, Bình Định... Chính nguồn gốc dân cư của người Kinh đã tạo ra tại đây một môi trường văn hóa-xã hội có nhiều nét tương đồng như quê hương gốc của họ.

### Địa hình
Nằm ở tây nam cao nguyên Đăk Lăk, địa hình khá phức tạp, độ cao trung bình 1.500/2.500m. Bao gồm một số dãy núi cao như Chư Yang Sin (độ cao 2.442m), đỉnh Cư Yang Hanh (độ cao 1.991m), đỉnh Cư Bukso (độ cao 1.538m). Sông chính chảy qua: Krông Ana, Krông Pách, Krông Bông.

### Khí hậu
Nằm trong vùng nhiệt đới gió mùa, nhưng do vừa bị ảnh hưởng của độ cao, vừa bị ảnh hưởng của các dãy núi lớn Cư Yang Sin nên khí hậu Krông Bông có hai mùa mưa nắng rõ rệt với những đặc trưng chính sau:
Nắng nhiều: trung bình 180 giờ/tháng. Năng lượng bức xạ tổng cộng lớn: trung bình từ 150 - 160 kcal/cm²/năm.
Nhiệt độ cao và ôn hòa: 
- Nhiệt độ trung bình năm từ 23,7 - 27,3 °C
- Tháng có nhiệt độ thấp nhất là tháng 12 và tháng 1, nhiệt độ có thể xuống đến khoảng 17,3 - 20,1 °C
- Tháng có nhiệt độ cao nhất là tháng 4 vào tháng 5, nhiệt độ trung bình có thể lên đến 28 - 30 °C
- Bên cạnh đó, chênh lệch nhiệt độ ngày và đêm khá lớn (mùa khô biên độ nhiệt trên 10 °C)
- Nắng nhiều, bức xạ dồi dào nhiệt độ cao và hầu như không có bão là những thuận lợi rất cơ bản cho Krông Bông trong phát triển nông nghiệp, đặc biệt là các cây công nghiệp như cà phê, thuốc lá, bông vải,....

Lượng mưa: 
- Vùng phía Đông bao gồm xã Hòa Phong và 3 xã Cư Pui, Cư Drăm, Yang Mao, có mùa mưa kéo dài và kết thúc cũng muộn hơn lượng mưa nhiều hơn so với các xã phía Tây và phía Bắc của huyện
- Nhìn chung, trên toàn huyện có lượng mưa lớn: trung bình từ 1.800 - 2.200 mm/năm), mùa mưa dài: Từ cuối tháng 4 đến đầu tháng 12, khá thuận lợi với các loại cây lâu năm
- Tuy nhiên, vào những năm hoặc những tiểu vùng mùa mưa kết thúc muộn thì ảnh hưởng nặng đến chất lượng thụ phấn của một số loại cây trồng (điều).

## Hành chính
Huyện Krông Bông có 13 đơn vị hành chính cấp xã trực thuộc, bao gồm thị trấn Krông Kmar (huyện lỵ) và 12 xã: Cư Đrăm, Cư Kty, Cư Pui, Dang Kang, Ea Trul, Hòa Lễ, Hòa Phong, Hòa Sơn, Hòa Thành, Khuê Ngọc Điền, Yang Mao, Yang Reh.

## Lịch sử
Tên huyện được đặt theo tên của sông Krông Bông, một trong hai phụ lưu hợp thành của sông Krông Ana, đồng thời là phụ lưu cấp 2 của sông Srêpốk.
Trong những năm tháng chiến tranh, đây là vùng căn cứ địa cách mạng của tỉnh Đăk Lăk, với địa danh nổi tiếng H9, Hang đá Đắk Tur...
Huyện Krông Bông được thành lập vào ngày 19 tháng 9 năm 1981 trên cơ sở tách 9 xã: Cư Kty, Ea Trul, Hòa Lễ, Hòa Phong, Hòa Sơn, Hòa Tân, Hòa Thành, Khuê Ngọc Điền và Krông Bông thuộc huyện Krông Pắc.
Khi mới thành lập, huyện có 9 xã nói trên. Huyện lỵ đặt tại xã Khuê Ngọc Điền.
Ngày 12 tháng 2 năm 1987, chia xã Krông Bông thành 3 xã: Cư Pui, Cư Đrăm và xã Yang Mao.
Ngày 26 tháng 5 năm 1992, chia xã Cư Kty thành 2 xã: Cư Kty và Kang Dang.
Ngày 9 tháng 1 năm 1998, thành lập thị trấn Krông Kmar (thị trấn huyện lỵ huyện Krông Bông) trên cơ sở 530 ha diện tích tự nhiên và 6.000 người của xã Khuê Ngọc Điền.
Ngày 31 tháng 12 năm 2002, thành lập xã Yang Reh trên cơ sở 2.939 ha diện tích tự nhiên và 4.110 người của xã Ea Trul.
Ngày 26 tháng 11 năm 2003, Quốc hội ban hành Nghị quyết 22/2003/QH11 chia tỉnh Đắk Lắk thành hai tỉnh Đắk Lắk và Đắk Nông, huyện Krông Bông thuộc tỉnh Đắk Lăk, bao gồm 1 thị trấn và 13 xã như hiện nay.
Ngày 28 tháng 9 năm 2024, Ủy ban Thường vụ Quốc hội ban hành Nghị quyết số 1193/NQ-UBTVQH15 về việc sắp xếp đơn vị hành chính cấp xã của tỉnh Đắk Lắk giai đoạn 2023 – 2025 (nghị quyết có hiệu lực từ ngày 1 tháng 11 năm 2024). Theo đó, sáp nhập xã Hòa Tân vào xã Hòa Thành.
Huyện Krông Bông có 1 thị trấn và 12 xã như hiện nay.

## Kinh tế - xã hội
Krông Bông chủ yếu phát triển kinh tế bằng nông-lâm nghiệp, đã hình thành các vùng chuyên canh cây nông nghiệp, đặc biệt là ngô, sắn, thuốc lá...; hiện nay đang có xu hướng chuyển dịch mạnh mẽ sang công nghiệp-xây dựng (Khai thác khoáng sản: cát, đá,..; chế biến nông sản...), du lịch-dịch vụ phát triển nhờ có nhiều điểm du lịch nổi tiếng - nhất là thác Krông Kmar, Hồ trên thác, hang đá Đăk Tuôr...
Cách huyện lị chừng 3 km về phía Đông, thuộc xã Khuê Ngọc Điền, là một xã có truyền thống cách mạng, có các mẹ Việt Nam anh hùng. Từ sau khi tách ra khỏi thị trấn Krông Kmar, Khuê Ngọc Điền đã có những phát triển nổi bật về kinh tế - xã hội.

### Ẩm thực
Có thể nói, các chợ của Đà Nẵng, Quảng Nam, Huế... có loại hải sản gì, thì chợ Krông Bông có thứ ấy,... Đặc biệt, tại xã Hòa Lễ (cách trung tâm huyện lỵ 8 km) có quán mì Quảng ngon nổi tiếng là Quán mì Vân, nhiều người trong và ngoài tỉnh đến Krông Bông phải lặn lội đến quán này để thưởng thức hương vị độc đáo của mì Quảng chính hiệu,...

### Giáo dục
Hầu hết trường học đều khang trang, 92% dân số đạt phổ cập Trung học cơ sở, tỷ lệ trẻ em đến trường các cấp: Mẫu giáo, tiểu học,trung học phổ thông đều đạt trên 95%, có 2 trường đạt chuẩn Quốc gia.
Trên địa bàn xã có 4 trường tiểu học và trung học cơ sở (tiểu học Trần Phú, Nguyễn Thị Minh Khai; THCS Phan Chu Trinh, Quang Trung,Nguyễn Viết Xuân).

### Y tế
Bệnh viện huyện có quy mô 170 giường bệnh. Tình hình an ninh trật tự được đảm bảo.

## Du lịch

### Du lịch và thắng cảnh
Thiên nhiên ở đây đáng chú ý là vườn quốc gia Chư Yang Sin rộng 59.000 ha với nhiều loài chim, thú, thực vật quý hiếm. Ngay cạnh thị trấn huyện là dòng thác Krông Kmar nổi tiếng, một điểm du lịch hấp dẫn trong các tour du lịch đến tỉnh Đắk Lắk.
Krông Bông có điểm du lịch nổi tiếng là thác Krông Kmar. Nơi đây có dòng suối nước trong vắt, chảy quanh co qua những ghềnh đá rất đẹp, hai bên là núi non hùng vĩ; kéo dài từ đỉnh thác - nơi tiếp giáp với huyện Lăk, thuộc đỉnh núi Chư Yang Sin đến thị trấn Krông Kmar. Vào những dịp lễ, tết..., hàng ngàn người du lịch đã đến đây để chiêm ngưỡng vẻ đẹp hoang sơ của thiên nhiên. Hiện nay, tuyến đường dẫn đến khu du lịch đã hoàn thành nhựa hóa, từ trung tâm thị trấn đi vào bằng xe ô tô chỉ mất khoảng dưới 5 phút, phía trên thác (đã có đường ôtô đi lên) có một cảnh quan thiên nhiên rất đẹp mới được khám phá là Hồ trên núi Krông Kmar, đây chính là thượng nguồn cung cấp nước cho thác Krông Kmar và thủy lợi trong huyện. Trong thời gian đến, kết hợp với đường sinh thái xuyên dãy núi Chư Yang Sin thì đây chính là điểm đến hấp dẫn nhất của huyện.
Ngoài ra, huyện Krông Bông còn các thắng cảnh đẹp, làm đắm say hồn du khách: Hang đá Đăk Tuôr nằm cạnh dòng thác Đăk Tuôr. hang đá Đắk Tuôr đã được BVHTT công nhận là di tích lịch sử năm 1991, là nơi đóng quân của tỉnh uỷ Đắk Lắk và các đơn vị bộ đội chủ lực của tỉnh trong thời kỳ kháng chiến chống Mỹ, qua bao nhiêu đợt mưa bom bão đạn mà hang đá vẫn không bị tàn phá. Chính hệ thống đặc biệt bên trong của hang Đăk Tuôr đã bảo vệ các chiến sĩ cách mạng qua những năm tháng chiến tranh gian khổ. Các địa danh đẹp khác như: Thác Buôn H' Ngô xã Hoà Phong, Thác yang Hanh Thôn Yang Hanh xã CưDrăm, Hồ Yang Reh xã Yang Reh...

## Giao thông
Đến năm 2012, Krông Bông đã có cơ sở hạ tầng tương đối tốt: 100% số xã đã có điện lưới quốc gia và đường ôtô đến trung tâm xã.
Huyện có hệ thống xe buýt đi khắp các xã trong huyện, từ Krông Bông có thể đến 2 thành phố lớn mỗi ngày thông qua các chuyến xe khách chất lượng tốt, giường năm (Đà Nẵng 2 chuyến/ngày và Thành phố Hồ Chí Minh 3 chuyến/ngày).
Đây cũng là địa phương có dự án Đường cao tốc Khánh Hòa – Buôn Ma Thuột đi qua đang được xây dựng.